# Rudolf Zipkes
Rudolf Gabriel Zipkes (* 28. April 1911 in Zürich; † 3. April 2013 ebenda) war ein Schweizer Jurist und Schriftsteller.

## Leben
Ab 1921 besuchten Rudolf Zipkes und sein Bruder Ernst das Grunewald-Gymnasium in Berlin und legten 1930 dort das Abitur ab. Der Vater, ein Schweizer Staatsbürger, arbeitete als Chefingenieur bei einer Berliner Firma. Nach dem Abitur studierte Zipkes zunächst zwei Semester an der Berliner Universität, kehrte dann aber nach Zürich zurück und absolvierte 1931 die Infanterie-Rekrutenschule in der Schweizer Armee. Sein Jura-Studium setzte er an der Universität Zürich fort und schloss 1934 mit dem Doktorat ab. Er wurde Auditor und Substitut am Bezirksgericht Zürich. 1938 legte er die Anwaltsprüfung ab. 1947 wurde Zipkes Obergerichtssekretär des Kantons Zürich und 1973 schliesslich Obergerichtsschreiber. 1976 wurde er pensioniert.
Neben seinem Beruf als Jurist betätigte er sich auch als Präsident der Beschwerdekommission des Schweizerischen Lichtspiel-Theaterverbandes, dem heutigen Procinema, und als Vorstandsmitglied der Jüdischen Vereinigung Zürich. In den Jahren 1949/50 war er auch Präsident des Archivs für jüdische Geschichte und Kunst.
Als Schriftsteller hat Zipkes Anerkennung für seine Schriften zum Judentum erlangt. Ausserdem war er zeichnerisch tätig.
Zipkes heiratete 1962. Seine Frau starb 2003. Zipkes starb 2013 im Alter von 101 Jahren in Zürich.

## Werke
- Die vorläufige Fürsorge vor der Bevormundung (Art. 386 ZGB) und das Problem der Ersatzformen für die Entmündigung. Gutenberg Verlag, Lachen 1935 (Dissertation der Universität Zürich 1934)
- Jüdische Selbstkritik. Von Wesen und Politik des jüdischen Volkes. Buchdruckerei-A.G., Zürich 1941
- Ist Gottesraum in Gottes Volk? Verlag Die Gestaltung, Zürich 1945
- Hermann Levin Goldschmidt, Willi Goetschel. Nochmals Dialogik; Aus den Tagebüchern von Rudolf Zipkes; Briefwechsel und Begegnungen mit Wolfgang Pauli; Freiheit für den Widerspruch. Zürich: ETH-Stiftung Dialogik 1990
- Leben und Wirken der Sängerin Adele Zipkes-Bloch, 6. Oktober 1885–16. Oktober 1918, Selbstverlag R. Zipkes, Zürich 1996
- Alex Sadkowsky: Frauenleben 1 – mit Textbeiträgen von Joachim Hoefele, Volker Schunck, Rudolf Zipkes. ABC Verlag, Zürich 1986, ISBN 3-85504-101-6.
- Gelebtes Leben, Jude sein in einer weltoffenen Zeit. Orell Füssli, Zürich 2005, ISBN 978-3-280-06055-1,  (Autobiografie)